# Такри
Такри — письменность типа абугида, как и другие индийские системы письма, берёт свои истоки от письменности брахми. Наиболее близкородственные такри письменности: шарада, используемая ранее для кашмири и гурмукхи, используемая для языка пенджаби. До 1940-х гг. такри была официальной письменностью для языка догри на территории индийского княжества Джамму и Кашмир. Кроме того, письмо традиционно использовалось для некоторых других дардских языков и языков пахари в западной части Гималаев.
Ранее такри преобладала в официальной документации и бизнесе. Сегодня лишь некоторые люди владеют такри, большая часть населения перешла в течение второй половины XX века на деванагари.
Письмо такри было включено в Юникод в январе 2012 года, с выходом стандарта версии 6.1.